# Moringen
Moringen è una città di 7.308 abitanti della Bassa Sassonia, in Germania.

Appartiene al circondario (Landkreis) di Northeim (targa NOM).